# Adaina hodias
Adaina hodias là một loài bướm đêm trong họ Pterophoridae. Loài bướm đêm này được tìm thấy ở Brasil (Mato Grosso, Sao Paulo), Costa Rica, Venezuela (Mérida), Ecuador và México.. Con trưởng thành có sải cánh dài 13–14 mm. Con trưởng thành bay vào tháng 1, 4, 7, 8, 10 và 12 trong năm. Cánh trước màu trắng xám với những mảng màu nâu chứa sắt, bao gồm một số các đốm. Các vân có màu trắng xám và dưới có màu xám nâu. Các cánh sau có màu trắng xám và các vân màu xám. Dưới có màu nâu xám.